# Aéroport de Nanyang-Jiangying
L'Aéroport de Nanyang-Jiangying (chinois simplifié : 南阳姜营机场 ; pinyin : nányáng jiāngyíng jīchǎng), (code IATA : NNY • code OACI : ZHNY) est le principal aéroport de la ville-préfecture de Nanyang, dans la province du Henan, en République populaire de Chine. Il est situé sur le village de Jiangying (姜营村), dans le district de Wancheng de la ville-préfecture.

### liens externes
Site officiel